# Rescritto di Traiano a Plinio il Giovane

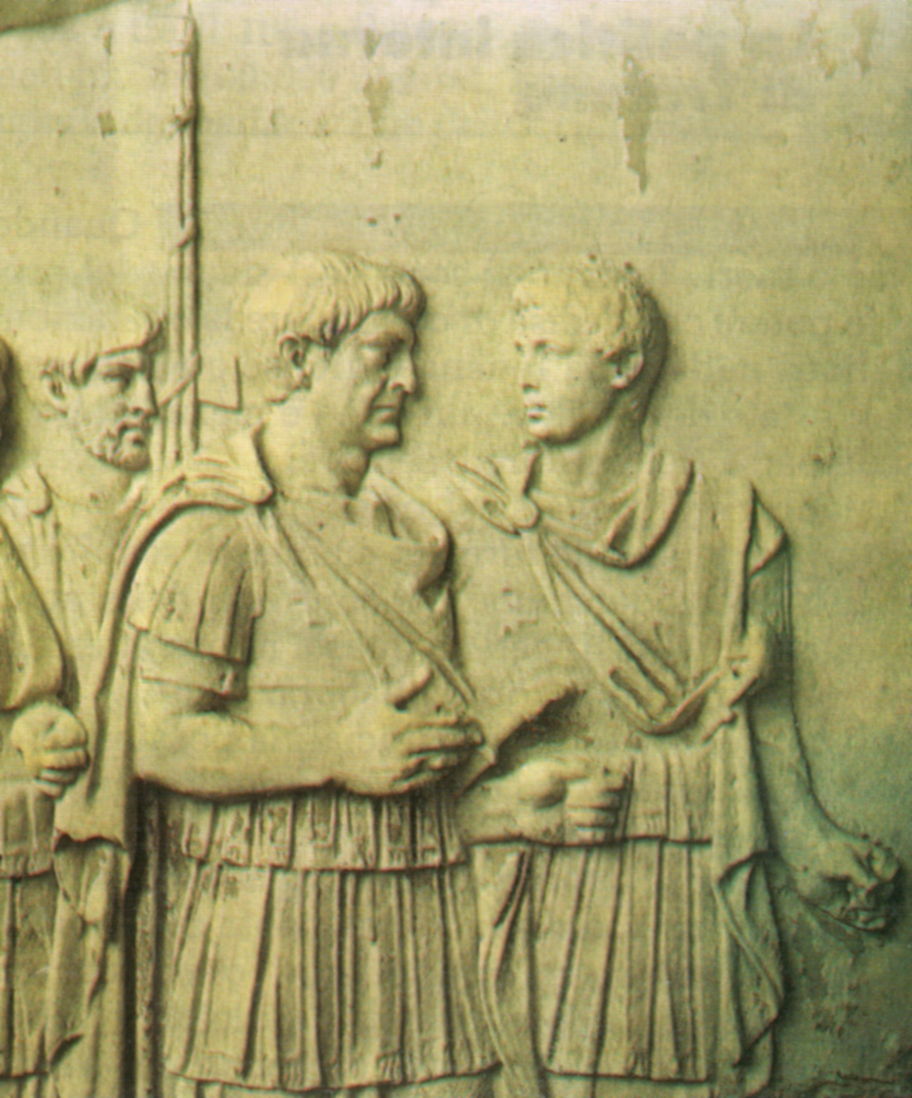
Traiano e Licinio Sura

Il rescritto di Traiano a Plinio il Giovane è un rescritto imperiale inviato dall'imperatore Traiano a Plinio il Giovane, legatus augusti  di Bitinia e Ponto per due anni nel 111 e nel 112. La richiesta inoltrata da Plinio il Giovane a Traiano e la successiva risposta dell'imperatore costituiscono una delle prime testimonianze dei cristiani nell'impero romano. 

## Il carteggio fra Plinio e Traiano
La risposta indirizzata dall'imperatore al governatore chiariva la condotta da seguire nel confronto tra l'autorità romana e la realtà dell'incipiente fenomeno cristiano. Plinio, dopo aver condotto a morte alcuni cristiani e averne piegato all'abiura formale altri (egli parla del cristianesimo come di superstitionem pravam et immodicam), impressionato dal loro grande numero, inviò nell'anno 112 all'imperatore una lettera in cui chiedeva istruzione sul metodo da seguire verso di loro. Dal punto di vista di Plinio, i cristiani apparivano rei di laesa maiestas  verso l'imperatore, in quanto rifiutavano di rendere omaggio alla statua dell'imperatore (che era omaggiato come figura divina), per loro un atto di offesa all'unico vero Dio e a Cristo. I termini del problema consistevano nella opportunità di condannare i cristiani in quanto tali oppure in quanto colpevoli di qualcosa.
Il rescritto di Traiano fu chiaro in questo: essi andavano puniti in quanto cristiani, ma solo se colpiti da denuncia dell'autorità su segnalazione individuale.
L'imperatore prescrisse a Plinio una serie di raccomandazioni:
1. di non fare d'ufficio alcuna ricerca di cristiani a fini persecutori;
2. se essi fossero stati denunciati e avessero confessato, sarebbero stati da punire;
3. vietava di dare seguito alle denunce anonime, da non doversi accettare in alcun modo.

Il testo della lettera di Plinio a Traiano (Epistularum, X, 96) è il seguente:
(Plinio il Giovane, Epistularum libri decem, X, 96, trad. it. A. Nicolotti)
La risposta, stringata, di Traiano a Plinio fu la seguente:
(Plinio il Giovane, Epistularum libri decem, X, 97, trad. it. A. Nicolotti)

## Valore storico del rescritto
Il rescritto di Traiano servì per lungo tempo (almeno fino a Valeriano) come sola norma di riferimento nelle modalità di approccio verso la questione dei cristiani e funse da base per la condotta indulgente degli imperatori successivi, Adriano e Antonino Pio. Traiano mostrò con questo rescritto (risposta scritta a un quesito giuridico, posto da un privato o da un magistrato, che è considerato poi giuridicamente vincolante), in sé molto fumoso e volutamente generico, di serbare da un lato diffidenza verso i cristiani (come era nel giudizio della cultura pagana prevalente al tempo), ma di non considerarne una pericolosità tale per lo stato da richiedere una persecuzione generale, dall'altra di voler evitare l'applicazione di norme apertamente anticristiane, limitandosi a consigliare l'applicazione della norma in base all'adesione nominale (e solo tale) al cristianesimo. Tanto che il testo si prestò ad essere interpretato a proprio favore a seconda delle esigenze tanto dai pagani quanto dai cristiani.
Valga a tal proposito il giudizio che ne diede Tertulliano in merito alla vaghezza delle prescrizioni:
(Tertulliano, Apologeticum, II, 6-8, trad. it. a cura di O. Tescari)